# Schizonycha crinita
Schizonycha crinita är en skalbaggsart som beskrevs av Brenske 1898. Schizonycha crinita ingår i släktet Schizonycha och familjen Melolonthidae. Inga underarter finns listade i Catalogue of Life.